# Varkentjescake
Een varkentjescake is een Chinees gebak dat in de Chinese provincie Guangdong tijdens midherfstfestivals wordt gegeten.
Het wordt meestal gegeten door bejaarden en kinderen, omdat deze het cadeau krijgen van anderen. Omdat het gebak in de vorm van een varken wordt gemaakt, wordt het varkentjescake genoemd.
Het is geheel vegetarisch en bevat geen varkensvlees. De varkentjescakes zijn gemaakt van geresteerde deeg van maancakes en worden altijd verpakt in een gevlochten bamboebundeltje, wat op een varkenskooi lijkt.

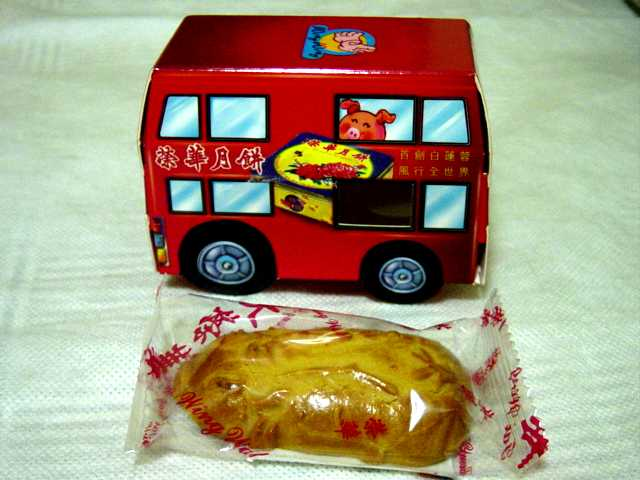
Varkentjescake (voorgrond)